# Tres gotas de agua bendita
«Tres gotas de agua bendita» es una canción de Gloria Estefan y Celia Cruz, lanzada como el tercer sencillo de su tercer álbum en español Alma caribeña del año 2000.

## Historial de la canción
Este sencillo, lanzado exclusivamente en Europa y Japón, tiene una fuerte influencia afrocubana, posiblemente la más fuerte de "Alma caribeña". Además, se canta con "La reina de la salsa", Celia Cruz.
La canción está dedicada a la abuela de Gloria, Luciana. La figura principal de la canción, se la conoce como una mujer anticuada porque cada vez que se enfrentaba a un problema aparentemente imposible, lo arregló con "agua bendita".
También hay una frase en la que Celia Cruz dice: "...Mi abuela con agua bendita pero yo... con azúcar", refiriéndose a "¡Azúcar!", su famoso grito de celebración.
Una copia promocional de las remezclas de la canción hecha por Rosabel fue enviada a los Estados Unidos, pero no tuvo mucho impacto en las listas.
Esta canción es una de las colaboraciones que Gloria Estefan hizo con Celia Cruz antes de que Cruz muriera en 2003.

## Posicionamiento en listas
| Lista (2000)                | Posición |
| --------------------------- | -------- |
| España Top 40 Singles Chart | 5        |